# Tipula (Microtipula) contemplata
Tipula (Microtipula) contemplata is een tweevleugelige uit de familie langpootmuggen (Tipulidae). De soort komt voor in het Neotropisch gebied.